# Mimosybra giloloensis
Mimosybra giloloensis là một loài bọ cánh cứng trong họ Cerambycidae.